# Macrocina O-metiltransferasi
La macrocina O-metiltransferasi è un enzima appartenente alla classe delle transferasi, che catalizza la seguente reazione:
S-adenosil-L-metionina + macrocina ⇄ S-adenosil-L-omocisteina + tilosina
Il gruppo 3-idrossilico del residuo di 2-O-metil-6-deossi-D-allosio nell'antibiotico macrolidico macrosina agisce come accettore metilico. L'enzima converte anche la lattenosina in desmicocina. L'enzima è diverso dalla demetilmacrocina O-metiltransferasi (numero EC 2.1.1.102).